# جیمز هوبان
جیمز هوبان (انگلیسی: James Hoban; ۱ ژانویهٔ ۱۷۶۲ – ۸ دسامبر ۱۸۳۱) یک معمار اهل ایرلند بود. مهمترین اثر شناخته شده او، معماری کاخ سفید، منزل و محل کار رئیس جمهور ایالات متحده آمریکا است؛ که او طراحی آن را بر پایه معماری نئوکلاسیک پیاده کرد.

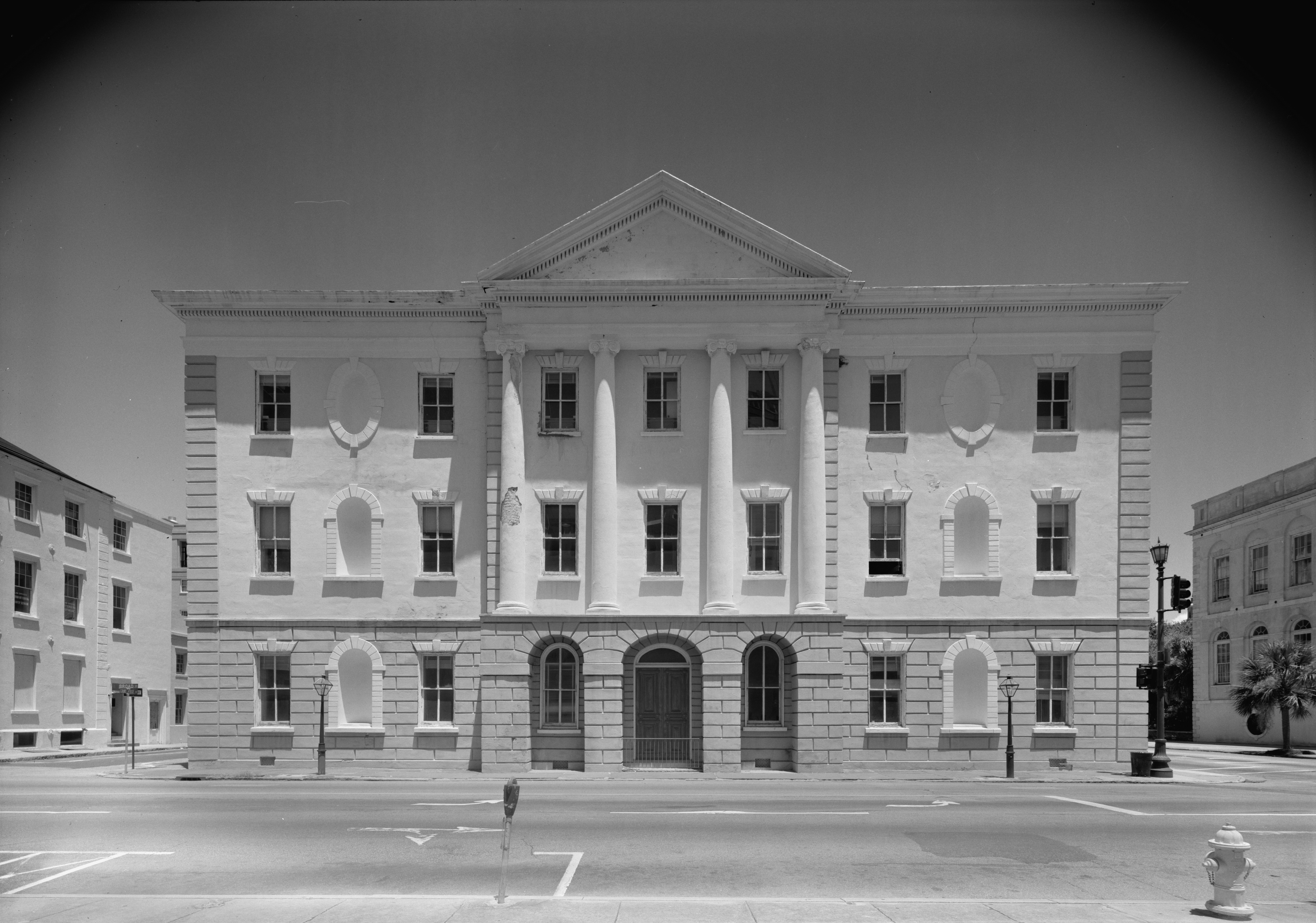
دادگستری چارلستون معماری توسط جیمز هوبان(۱۷۹۰–۹۲)

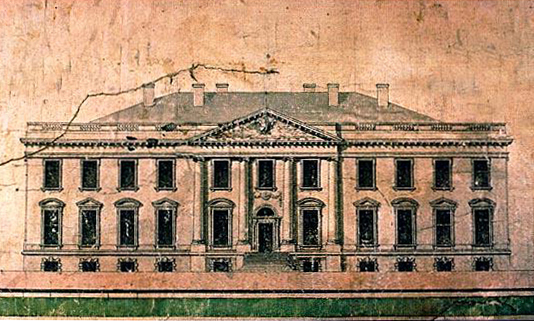
تصویر اصلاح ارتفاع کاخ سفید توسط جیمز هوبان (اواخر-۱۷۹۳ یا اوایل-۱۷۹۴).